# 二周甲引上
二周甲引上（韓語：이주갑인상），是日本歷史書日本书记的编辑们为了提高日本的历史年代，将史实提前了120年（2甲子）的假设。
日本书记的早期记录，特别是神功皇后和應神天皇，与百济有关。日本书记将百济近肖古王的登场记录为224年，其次是国王近仇首王的登场，即255年。然而，三国史记上描述的两个国王的登基分别为344年和375年，相差120年。还有人認為，在1世纪到4世纪，天皇的统治时期大多超过70年，年龄接近100岁，可能存在不實之處。